# Thyene subsplendens
Thyene subsplendens là một loài nhện trong họ Salticidae.
Loài này thuộc chi Thyene. Thyene subsplendens được Lodovico di Caporiacco miêu tả năm 1947.